# 泰勒凱萊赫
泰勒凱萊赫是敘利亞的城市，由霍姆斯省負責管轄，位於該國西部，距離首府霍姆斯45公里，毗鄰與黎巴嫩接壤的邊境，海拔高度265米，2004年人口62,069。
34°40′06″N 36°15′35″E / 34.6683°N 36.2597°E